# Natação nos Jogos Olímpicos de Verão da Juventude de 2010 - 200 m costas masculino
As provas dos 200 metros costas masculino da natação nos Jogos Olímpicos de Verão da Juventude de 2010 foram realizadas no dia 20 de agosto, na Escola dos Desportos, em Cingapura. 21 nadadores estavam inscritos neste evento.

## Medalhistas
| Ouro   | HUN Peter Bernek    |
| Prata  | ISR Yakov Toumarkin |
| Bronze | HUN Balazs Zambo    |

## Eliminatórias

### Eliminatória 1
| Pos. | Raia | Nome                | País         | Tempo   | Notas      |
| ---- | ---- | ------------------- | ------------ | ------- | ---------- |
| 1    | 4    | Matuesz Wysoczynski | POL Polônia  | 2:04.80 | Q          |
| 2    | 2    | Lavrans Solli       | NOR Noruega  | 2:04.87 | Q          |
| 3    | 5    | Andrii Kovbasa      | UKR Ucrânia  | 2:07.11 |            |
| 4    | 3    | Alexis Santos       | POR Portugal | 2:07.68 |            |
| 5    | 7    | Bastien Soret       | BEL Bélgica  | 2:09.56 |            |
| 6    | 1    | Mark Sammut         | MLT Malta    | 2:16.85 |            |
| --   | 6    | Mans Hjelm          | SWE Suécia   |         | Não largou |

### Eliminatória 2
| Pos. | Raia | Nome                        | País         | Tempo   | Notas |
| ---- | ---- | --------------------------- | ------------ | ------- | ----- |
| 1    | 5    | Ivan Biondić                | CRO Croácia  | 2:03.67 | Q     |
| 2    | 6    | Balazs Zambo                | HUN Hungria  | 2:04.38 | Q     |
| 3    | 4    | Yusuke Yamagishi            | JPN Japão    | 2:05.32 | Q     |
| 4    | 3    | Christian Diener            | GER Alemanha | 2:05.44 |       |
| 5    | 2    | Chad Bobrosky               | CAN Canadá   | 2:06.51 |       |
| 6    | 7    | Ondrej Palatka              | CZE Chéquia  | 2:13.98 |       |
| 7    | 1    | Alan Wladimir Abarca Cortes | CHI Chile    | 2:17.25 |       |

### Eliminatória 3
| Pos. | Raia | Nome              | País               | Tempo   | Notas           |
| ---- | ---- | ----------------- | ------------------ | ------- | --------------- |
| 1    | 4    | Peter Bernek      | HUN Hungria        | 2:00.49 | Q               |
| 2    | 5    | Yakov Toumarkin   | ISR Israel         | 2:02.04 | Q               |
| 3    | 3    | Austin Ringquist  | USA Estados Unidos | 2:05.36 | Q               |
| 4    | 6    | Rainer Kai Wee Ng | SIN Singapura      | 2:06.84 |                 |
| 5    | 1    | Chien-Lung Lin    | TPE Taipé Chinês   | 2:08.85 |                 |
| 6    | 7    | Max Ackermann     | AUS Austrália      | 2:09.18 |                 |
| --   | 2    | Bilal Achalhi     | MAR Marrocos       |         | Desclassificado |

## Final
| Pos.              | Raia | Nome                | País               | Tempo   | Notas |
| ----------------- | ---- | ------------------- | ------------------ | ------- | ----- |
| Medalha de ouro   | 4    | Peter Bernek        | HUN Hungria        | 1:59.18 |       |
| Medalha de prata  | 5    | Yakov Toumarkin     | ISR Israel         | 1:59.39 |       |
| Medalha de bronze | 6    | Balazs Zambo        | HUN Hungria        | 2:01.60 |       |
| 4                 | 3    | Ivan Biondić        | CRO Croácia        | 2:03.40 |       |
| 5                 | 1    | Yusuke Yamagishi    | JPN Japão          | 2:04.67 |       |
| 6                 | 7    | Lavrans Solli       | NOR Noruega        | 2:04.75 |       |
| 7                 | 8    | Austin Ringquist    | USA Estados Unidos | 2:04.85 |       |
| 8                 | 2    | Matuesz Wysoczynski | POL Polônia        | 2:05.01 |       |